# Heydenia madagascariensis
Heydenia madagascariensis är en stekelart som först beskrevs av Karl-Johan Hedqvist 1961.  Heydenia madagascariensis ingår i släktet Heydenia och familjen puppglanssteklar. Inga underarter finns listade i Catalogue of Life.